# Cerkiew św. Mikołaja w Baniach Mazurskich
Cerkiew Świętego Mikołaja w Baniach Mazurskich – cerkiew greckokatolicka znajdująca się we wsi Banie Mazurskie, w województwie warmińsko-mazurskim. 
Jest to dawna kaplica baptystów wybudowana w drugiej połowie XIX wieku. Wewnątrz znajduje się współczesne wyposażenie cerkiewne. Od 1946 do 1978 kaplicę użytkowali wierni kościoła rzymskokatolickiego. Od 1978 grekokatolicy są właścicielami świątyni. Notarialnie świątynia została przekazana na własność parafii bizantyjsko-ukraińskiej w dniu 28 listopada 1991 roku. W 1978 roku obsługę parafii unickiej we wsi przejęli ojcowie bazylianie i prowadzą ją nieprzerwanie do dzisiaj. 